# Kvutzat Kinneret
Kvutzat Kinneret (קבוצת כנרת in ebraico) è un kibbutz situato nel nord di Israele. Situato a sud-est del mare di Galilea, vicino a Tiberiade, è sotto la giurisdizione del consiglio regionale di Emek HaYarden.

## Storia
Il villaggio fu fondato nel 1908 come Hovat Kinneret (in ebraico חוות כנרת), e divenne un kibbutz nel 1913.

## Geografia
Nel 2006 aveva una popolazione di 896 abitanti. Ad est del villaggio vi è il cimitero, nel quale sono sepolti diversi leader del sionismo socialista, tra cui Berl Katznelson, Nachman Syrkin, Rachel Bluwstein, Ber Borochov e Avraham Hertzfeld. Tra i residenti vi è stata Naomi Shemer, che era nata nel kibbutz.